# Саджавка (село)
Саджа́вка (укр. Саджавка) — село в Коломыйской общине Коломыйского района Ивано-Франковской области Украины. Расположено на берегу реки Прут.
Население по переписи 2001 года составляло 3438 человек. Занимает площадь 28.773 км². Почтовый индекс — 78453. Телефонный код — 03475.

## Известные уроженцы
- Мидловский, Исидор Михайлович (1854—1916) — украинский актёр, театральный деятель и писатель.